# Beluga SkySails (schip, 2008)
De Beluga SkySails was een vrachtschip van de Duitse reder Beluga Group. Het schip voer het eerste jaar onder Duitse vlag, vanaf 2009 onder de Antigua en Barbuda vlag. Het is het eerste commerciële schip dat is uitgevoerd met een ondersteunende aandrijving met een vlieger, zoals die op de markt worden gebracht door SkySails. De vlieger heeft een oppervlakte van 160 vierkante meter. Het schip is gebouwd in Nederland bij de scheepswerf Volharding Shipyards in Harlingen.

## Geschiedenis
Op 22 januari 2008 is het schip vertrokken voor zijn eerste vaart van Bremen naar Guanta in Venezuela. Vervolgens gaat het naar Boston in de Verenigde Staten en dan weer terug naar Bremen.
Het varen met de vlieger is het eerste jaar uitgebreid getest, echter de verwachtte brandstof besparing van 10 tot 35% bleek te optimistisch. Uiteindelijk bleek onder gunstige wind condities de vlieger gemiddeld 5.5% brandstof te besparen.
Vanwege insolventie van de Beluga Groep in 2011 is het schip verkocht aan de Duitse rederij Briese Schiffahrts GmbH & Co., en hernoemd in BBC Skysails. In 2019 wordt Onego Shipping & Chartering B.V. uit Rhoon de eigenaar, brengt het onder Nederlandse vlag en hernoemt het schip Onego Deusto.